# Großried
Großried ist ein Gemeindeteil von Baisweil im schwäbischen Landkreis Ostallgäu in Bayern. Der Weiler liegt circa zwei Kilometer nordöstlich von Baisweil.
Am 1. Juli 1976 wurde die Gemeinde Lauchdorf mit ihrem Ortsteil Großried nach Baisweil eingegliedert.

## Baudenkmäler
Siehe auch: Liste der Baudenkmäler in Großried
- Katholische Filialkirche Heilig Kreuz